# Dorofiej Bochan

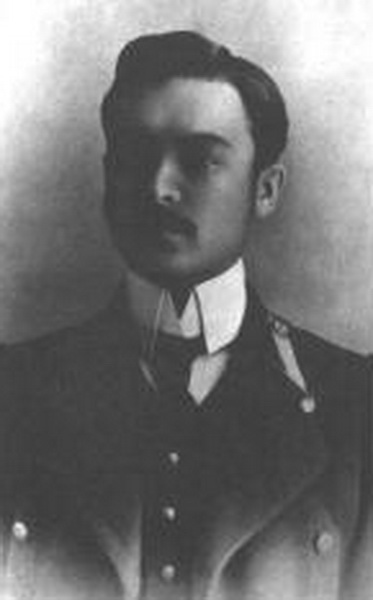
Dorofiej Bochan

Dorofiej Dorofiejewicz Bochan, biał. Дарафей Бохан, ros. Дорофей Дорофеевич Бохан (ur. 23 stycznia?/4 lutego 1878 w Mińsku, zm. w 1942 w Teheranie) – rosyjski wojskowy (sztabskapitan), publicysta, tłumacz, emigracyjny poeta.
Ukończył korpus kadetów w Połocku, a następnie konstantynowską szkołę artyleryjską w Petersburgu. Do 1908 r. służył w armii rosyjskiej (brał udział w wojnie rosyjsko-japońskiej 1904-1905), kiedy odszedł do rezerwy w stopniu sztabskapitana. Było to związane z opublikowaniem w 1907 r. artykułów o charakterze antyrządowym. Jednocześnie pisał artykuły do takich pism, jak „Minskij listok”, „Siewiero-zapadnyj kraj”, „Gołos prowincyi”, „Minskij gołos”, „Minskije wiedomosti”, „Siewiero-zapadnaja żyzń”, „Okraina”, „Biełorusskaja żyzń”, czy „Siewiero-zapadnoj słowo”. Posługiwał się wieloma pseudonimami: „Minczanin”, „A. Sieriebriany”, „N. M. Sieriebrianski”, „M. I. Czerniwaski”, „D. Sliżeń”, „Wowa Krutikow”, „Dodo”, „D. B.”, „D, N. S.”, „M. Cz.” Zajmował się też tłumaczeniem białoruskiej, litewskiej, czeskiej, żydowskiej i polskiej poezji. Od 1919 r. pracował w ludowym komisariacie oświaty (narkomprosie) Białoruskiej Socjalistycznej Republiki Radzieckiej w Mińsku. Pod koniec 1920 r. zbiegł do Wilna. Prowadził tam lekcje i wieczorki literackie. Stanął na czele Sekcji Literacko-Artystycznej Wileńskiego Stowarzyszenia Rosyjskiego. Współpracował z pismami „Wilenskoje utro”, „Nasza żyzń”, „Nasze wriemia”, „Russkoje słowo”. W latach 30. wydawał gazetę „Iskra”, przemianowaną na „Nowaja iskra”. Objął przewodnictwo grupy poetyckiej Barka poetów przy Uniwersytecie Stefana Batorego. Po zajęciu Wilna przez Armii Czerwoną 19 września 1939 r., został aresztowany. Przebywał w łagrach. Po zawarciu paktu Sikorski-Majski 30 lipca 1941 r., został wypuszczony na wolność, po czym wstąpił do nowo formowanej Armii Polskiej w ZSRR gen. Władysława Andersa. Po jej ewakuacji do Iranu zmarł w 1942 r. w Teheranie.